# Julius Nikles
Julius Nikles (* 28. März 1924 in Zahling, Gemeinde Eltendorf; † 17. August 2013 ebenda) war ein österreichischer Politiker (ÖVP) und Landwirt. Nikles war von 1953 bis 1982 Abgeordneter zum Burgenländischen Landtag.

## Leben
Nikles wurde als Sohn des Landwirts Johann Nikles geboren und besuchte die Volksschule in Zahling. Weiters absolvierte er Fernkurse und war beruflich als Landwirt in Zahling tätig. Zwischen 1943 und 1945 diente Nikles in der Wehrmacht.
Er war verheiratet.

## Politik
Nikles war zwischen 1946 und 1949 Mitglied der SPÖ, trat jedoch 1949 aus der SPÖ aus und legte alle Funktionen in der Bezirksorganisation zurück. Nikles war ab 1950 ÖVP-Gemeinderat in Zahling, wurde 1951 zum Ortsparteiobmann gewählt und war zwischen 1952 und 1961 Landesjugendführer der ÖJB. Zwischen 1954 und 1972 übte er das Amt des Bezirksparteisekretärs aus, zwischen 1955 und 1987 war er Vorstandsmitglied der Raiffeisenorganisation Burgenland. Zudem hatte er von 1957 bis 1985 das Amt des Obmanns der landwirtschaftlichen Lagerhausgenossenschaft Jennersdorf inne.
Nikles war zwischen dem 19. März 1953 und dem 29. Oktober 1982 durchgehend Abgeordneter der ÖVP zum Landtag und zählt somit bis heute zu den längstdienenden Landespolitikern des Burgenlandes.

## Auszeichnungen
- 1978 Berufstitel Ökonomierat